# Catherine Opalińska
Catherine Opalińska (n. 13 octombrie 1680, Poznań, Polonia – d. 19 martie 1747, Lunéville, Ducatul Lorena, Franța) a fost regină a Poloniei și Ducesă de Lorena. A fost soția regelui Stanisław Leszczyński și mama Mariei Leszczynska, viitoare regină a Franței ca soție a regelui Ludovic al XV-lea al Franței.